# 古典自由主义
古典自由主義（英語：classical liberalism）是一種支持個人先於國家存在的政治哲學，強調個人的權利、私有財產，並主張自由放任的經濟政策，認為政府存在的目的僅在於保護每個個體的自由。古典自由主義發源於17世紀和18世紀，通常被視為由於工業革命和隨後的資本主義體制而產生的一種意識形態。言論自由、信仰自由、思想自由和自由市場等概念最先也是由古典自由主義所提出，後來才陸續被其他政治意識形態所採納。古典自由主義反對當時絕大多數較早期的政治學說，例如君權神授說、世襲制度和國教制度，強調個人的自由、理性、正義和寬容。美國革命和法国大革命都受到古典自由主義的影響。
古典自由主義认为政府干预经常是阻碍了经济的增长，因此主张政府尽可能少干预经济领域，经济在自由市场中发展，让个体尽可能追求自身的利益而宏观上以“看不见的手”调控经济，即“社會應當盡量從政府干預中擺脫出来，盡量的自由”。

## 概觀
古典自由主義哲學特別重視個人的主權，個人財產的所有权被視為個人自由最重要的部分，強調自由放任的政策。古典自由主義並不必然支持民主的原理，這是因為尊重和保護個人財產權的法律，比民主裡的多數決原則還要重要。舉例而言，詹姆斯·麦迪逊主張共和立憲制以保護個人的自由，他擔心純粹民主制可能會造成「公共的情緒和利益被多數派掌控，而卻沒有半點避免少數派被犧牲的機制存在」。在經濟上，古典自由主義堅持一個「不受管制的自由市場」才能有效滿足人類的需求、並且將資源分配至最合適的地方。他們對於自由市場的支持是因為「假定個人都是理性的、追求私利的、並且會有計畫的追求他們各自目標的。」他們不相信個人權利是由政府所「創造」的（在道德層次上），而相信道德權利是獨立於政府之外存在的。托马斯·杰斐逊稱呼這些是「無法被分割的權利」，並且也指出古典自由主義所相信的理念：亦即權利並非來自法律、相反的法律的唯一目的便是用以保護個人的權利，他宣稱「正當的自由，指的是個人有絕對權利依照他們自己的意志做出任何行動，唯一的限制便是不違反其他人的相同權利。我不會加上『以法律為限』，因為法律經常只是專制者的工具，這在法律侵犯個人權利時尤其明顯。」對於古典自由主義者而言，個人的權利是消極本質—亦即權利是以不受其他人（以及政府）侵犯的個人自由為基準。相反的，社會自由主義（又常稱為「現代自由主義」）則主張權利是由其他人提供的某些利益或服務所構成的。因此古典自由主義在本質上是徹底反對福利國家等政策的。古典自由主義強調「法律之前人人平等」，但卻不主張在物質上的平等。古典自由主義認為社會自由主義所追求的那些「積極權利」反而會侵蝕原本消極的個人權利。因此，古典自由主義支持以憲法保護個人的自由和財產權免受多數統治的干擾，並認為人民投票僅僅是為了選出官員，而不是為了創造法律。
弗里德里克·哈耶克指出古典自由主義有著兩種不同的流派：「英國的流派」以及「法國的流派」。哈耶克認為英國哲學家大卫·休谟、亚当·斯密、埃德蒙·伯克等人代表了经验主义流派的思想，注重普通法，並且遵循長期自然發展下來的傳統和思想。而法國的流派如卢梭、百科全书派、以及重农主义則相信理性主義、認為理性的力量是毫無限制的，並且有時會對傳統和宗教表現出敵意。哈耶克承認國籍的分類是和流派的分類不同的，有些哲學家並不一定符合國籍的分類：哈耶克認為法國的孟德斯鳩屬於「英國的流派」，而英國的托马斯·霍布斯、威廉·戈德温、约瑟夫·普利斯特里、和托马斯·潘恩則屬於「法國的流派」。哈耶克也否認「laissez faire」這一詞是源於法國的傳統，並將其歸功於英國的休谟、斯密、和伯克。

## 起源
古典自由主義是政治和經濟的一種哲學，最早的根源可以溯及古希腊。在16世紀初啟蒙時代由西班牙的薩拉曼卡學派提出早期的論述。而在蘇格蘭哲學家亚当·斯密所著的國富論（1776）中，他反對了主張由國家干預經濟並實行貿易保護的重商主义，認為重商主義只富裕了那些擁有特權的菁英份子，而沒有顧及廣大平民。芬蘭議員安德斯·屈德紐斯也是另一個提出早期古典自由主義論述的重要人物。古典自由主義試著限制政治權力的界限，以保護個人的自由和財產權。古典自由主義一詞也常被使用於描述早期的自由主義，以免與新自由主義（社會自由主義）混淆。

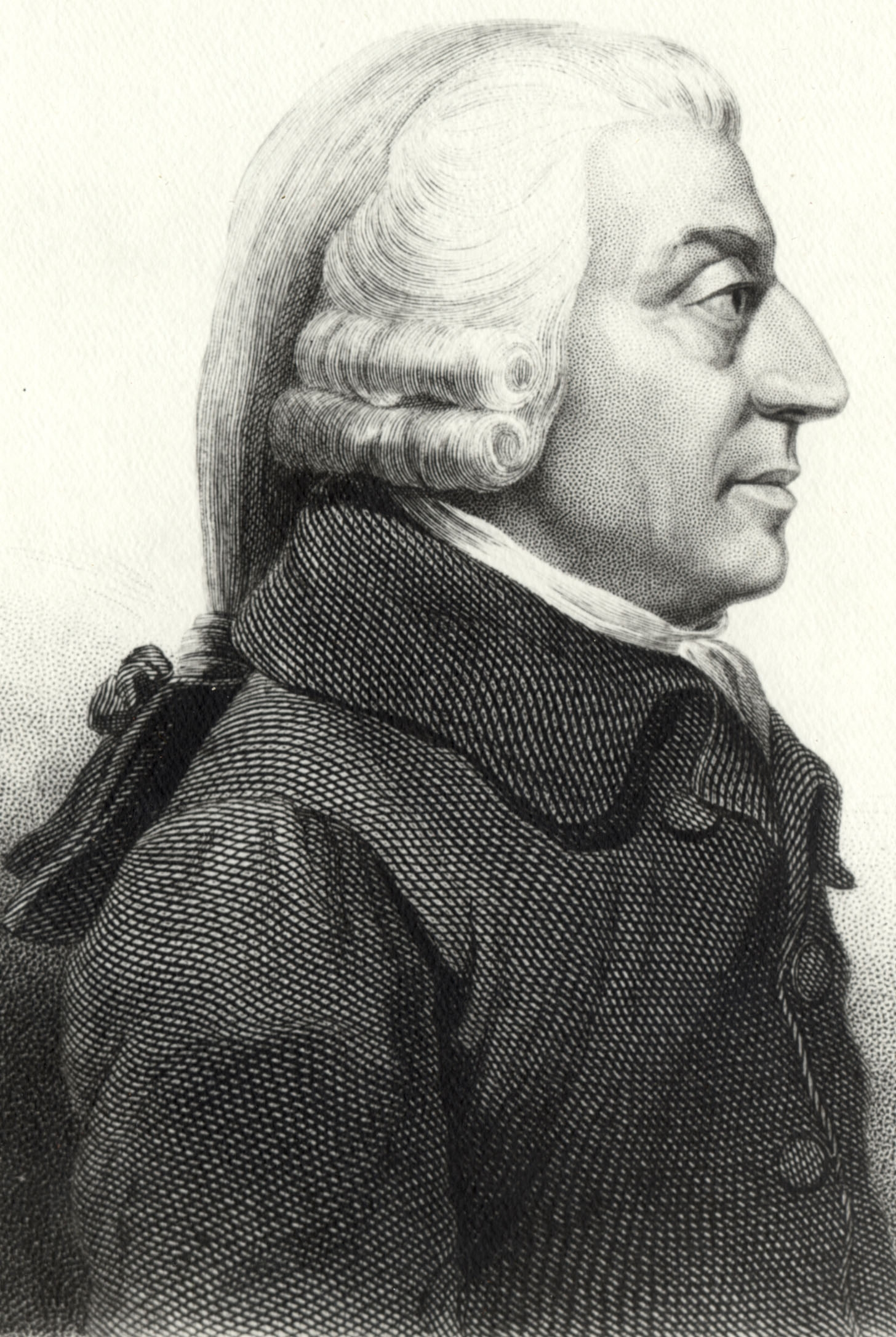
亚当·斯密

亚当·斯密於1776年所出版的國富論成了自由主義的理論根基，亚当·斯密提出了關於自由主義和經濟的解釋，在法律和哲學上的理解則經由约翰·洛克、托马斯·杰斐逊、詹姆斯·麦迪逊等人。而在伊曼努尔·康德的著作《论永久和平》中，他假設了一種國際性的自由體制，以維持世界的和平。
「自由主義」一詞在此時開始出現分歧（大約在18和19世紀）。原先的自由主義主張個人自由、經濟自由（包括自由市場），和有一定權力限制的代議制政府。到了18世紀這層原先代表的意義僅在少數國家仍然完整存在，大多數國家裡自由主義一詞都已經偏離了最初的軌道（例如社會福利、關稅、政府對經濟的介入和規定、薪水和物價的控制）。在許多國家自由主義一詞大多用以形容處在古典自由主義至美國自由主義之間的立場，只有少數幾個主要政黨仍然支持古典自由主義，大多數的自由主義政黨都接受了政府對經濟進行干預的概念。

## 古典自由主義與現代自由主義
近代工业革命大幅提升了人類的物質文明，但也造成許多社會問題浮上檯面，例如污染、童工，和都市人口過於擁擠等。物質和科學上的進步增長了人類的壽命，減少了死亡率，也因此人口爆炸性的增長。而這造成了勞工過多的問題，減低了平均的工資。米爾頓·佛利民指出這個時代造成的現象不是貧窮人口增加，而是“貧窮現象更顯而易見”了。古典自由主義的經濟學家，如约翰·洛克、亚当·斯密、威廉·馮·洪堡則認為這些問題將會由工業社會自身進行修正，而無須政府的干預。
在19世紀，多數的民主國家都延伸了選舉權，而這些新獲得選舉權的公民往往傾向支持政府干預的政策，由識字率的提高和知識傳播的發達產生了在社會上各種形式的行動主義。19世紀產生的社會自由主義成了第一個從古典自由主義裡分裂出來的重要流派，社會自由主義主張立法禁止童工和規定勞工的最低工資，而這些都是主張自由放任經濟的自由主義者所視為妨礙自由的政策，更認為這些政策會影響經濟的發展。
到了19世紀末，這些從自由主義產生的分裂已經逐漸擴大，他們認為為了要達成自由的目標，個人必須得到為達成目標的條件，包括教育和免於受剝削的保護。在1911年由霍布豪斯所著的《自由主義》一書裡，他總結了「新自由主義」（现多称社会自由主义，与当今新自由主义区分）的概念，也就是主張政府介入經濟，並應確保每個人在貿易時的平等權利。由於霍布豪斯的「自由主義」與古典自由主義的差異實在太大，哈耶克甚至指出那應該被稱為「社會主義」比較正確（霍布豪斯的確曾自稱他的理論為「自由社會主義」）。
古典自由主義相信自由的哲學應該在每個領域都同等擴大（而不是在某些領域受到侷限），他們非常反對現代自由主義的政策，如槍枝管理、肯定性行动（鼓勵錄用女性和少數族群的政策）、高稅收、社會福利和支持公立學校，這些都是古典自由主義者所認為侵犯了個人自由的政策。
在美國「自由主義」一詞早已改變了原意，哈耶克認為涵義的改變是從羅斯福任內開始的，羅斯福實行的新政在當時被貼上社會主義和左翼的標籤，由於擔心這些標籤的負面影響，羅斯福於是改自稱為自由主義者。自從那時開始，「自由主義」一詞在美國改變了涵義，與原本18和19世紀的自由主義完全不同了。

## 理论基础
以法哲学里的财产权为例，认为后者是自然权利的思想家包括格老秀斯、康德、黑格尔、洛克。认为财产权是一种法定权利的学者有霍布斯、边沁、大卫·休谟、亚当·斯密、马克斯·韦伯、涂尔干。

### 后果论

#### 功利主义
.

## 自由主義對抗極權主義
在意大利和德國，極端民族主義的政府連結了國家與大企業間的關係，並且宣傳自身國家民族在文化和種族上的優秀，而侵略他國將能使他們獲得應得的"陽光之土地"。在這些極權主義國家裡，宣傳機器通常宣稱民主是軟弱而無法達成大成就的，只有非凡的領導人才能帶來他們必要的紀律。
極權主義的崛起成了自由主義的反照面，許多自由主義者開始分析極權主義及其追隨者的信仰和理論，他們最後推論出，極權主義能崛起的原因在於人們身處太過惡劣的環境，因此轉向支持極權主義以尋求解決辦法。由於這樣的結論，一些人開始認為國家應該有保護經濟情況的職責，如同以赛亚·伯林所說的：“狼群的自由就意味著羊群的死亡”，也因此越來越多自由主義者開始主張政府應該扮演穩定經濟發展的角色。
其他支持自由市場的古典自由主義者，則主張極權主義的崛起正是因為越來越多政府管制造成的。哈耶克在他的著作《通往奴役之路》一書中，主張極權主義獨裁者的崛起是由於政府對市場進行了太多干預和管制，造成政治和公民自由的喪失而導致的。哈耶克也對英國和美國因為受到凱恩斯學派影響而建立的經濟控制制度提出警告，認為那將會導致相同的極權主義政府產生。哈耶克認為極權主義政權如法西斯主义、納粹主义和共產主義都是同樣的極權主義流派；因為這些政權都試著抹滅經濟的自由。對哈耶克而言他認為抹滅經濟的自由即代表抹滅政治的自由，因此他相信納粹和共產主義間的差別僅僅是名稱上的不同罷了。
弗里德里克·哈耶克和米爾頓·佛利民主張，經濟上的自由是公民和政治自由所不可或缺的要件。哈耶克認為，只要政府試著以政策來控制個人的自由（如杜威、凱恩斯和羅斯福主張的政策），相同的極權主義後果也可能發生在英國（或任何其他地方）。

## 古典自由主義和新古典主義經濟學
奧地利經濟學派和芝加哥經濟學派的擁護者，如米爾頓·佛利民、路德維希·馮·米塞斯和弗里德里克·哈耶克對於現代自由主義的反駁，即代表了古典自由主義的持續發展—也就是所謂的新古典主义经济学。佛利民說：

「從19世紀晚期開始，尤其是在1930年後的美國，自由主義一詞改變了涵義，變成了另一種涵義非常不同的東西，尤其是在經濟政策上完全不同。這一名詞變成用以形容那種依靠國家機器管理、而不是個人自發行動去達成目標的政治，口號變成了社會福利和平等，而不是自由。19世紀的自由主義將自由的擴大看作是促進社會福利和平等的最有效方法，而20世紀的自由主義則將社會福利和平等兩者看作是自由所不可或缺的要件。在打著福利和平等的旗號下，20世紀的自由主義竟然開始支持國家的干預和專制作風—而那都是原先古典自由主義所奮力對抗的。如果將時間倒轉回17世紀的重商主義時期，那些真正的自由主義者恐怕都會被打成現代的反動派了！」

也因此新古典自由主義者認為他們才是真的古典自由主義的繼承人。舉例而言，哈耶克主張他並不是所謂的保守主義，反而他才是真的自由主義者，而那些新自由主義者只是冒充者，他也因此一直拒絕放棄這種稱呼。
约瑟夫·熊彼特則指出：「最重要的是，如果這不是一場預謀，那麼私人企業制度的敵人們或許會覺得他們盜用了這一稱呼是相當明智的舉動」，意味著現代自由主義者們「偷走了」這一詞、並且還將這一詞冠上與之原義完全相反的解釋。

### 對新古典主義經濟學的批評
古典自由主义经济完全自由发展的观点在马克思共产主义理论体系和列宁等共产主义学派中受到抵制和反驳，社会民主主义学者们，如罗莎·卢森堡普遍认为不受政府调控的经济会导致部分资本初期膨胀后为控制更多生产资料和盈利方法，采用非人道的方法扩张，直至对行业的彻底垄断，或形成经济联盟，如军工复合体，以经济扶持的手段控制政治建筑，无害化攻击性新兴哲学思想以避免其作为社会驱动阻断资本盈利，社会自由主义学派代表托马斯.希尔.格林.也阐述为自我实现在一个伦理共同体中真正获得经济上和心理上的可能，为了确定所有人的真正自由，限制某些人行动的法律是必要的。斯密以及李嘉图的学说也常作为反对古典自由主义扩张的引用，部分人因新古典主義經濟學的主張，仍稱之為「右翼經濟的自由主義者」、「自由保守主義」或直接稱之「右翼」，並認為他們自行增添其他稱呼的做法是無視於古典自由主義在政治面的部分除此之外，他們認為哈耶克對於古典自由主義的看法相當奇怪："他忽略了其他更早的傑出思想家例如洛克和密爾"。

## 古典自由主義與自由意志主義
自由意志主義者通常認為「古典自由主義」和「自由意志主義」兩詞是可以互換的。例如美國的卡托研究所認為古典自由主義、自由主義和自由意志主義三者都是源於同一意識形態組群。卡托研究所更喜歡自稱為「自由主義者」，因其自認為他們才是正當的自由主義繼承者。自由意志主義確實與古典自由主義有非常多相似處，包括哲學、政治、經濟方面，同樣主張自由放任的政府、自由市場、和個人的自由。古典自由主義一直主張為了保護個人的自由，必須盡量限制政府的權力。自由意志主義政黨則進一步主張對政府權力更多的限制。
比薩大學政治學系的教授Raimondo Cubeddu就說：「我們很難分辨『自由意志主義』和『古典自由主義』之間到底有何差別。這兩種稱呼在用以形容那些「自由意志主義」的「小政府主義」流派時幾乎是可以替換的：也就是用以稱呼那些認同洛克和羅伯特·諾齊克，認為國家的存在目的就是為了保護個人財產的學派。」
自由意志主義認為他們繼承了古典自由主義。不過，一些人仍然認為兩者存在著分離、甚至互相衝突的理論。美國大法官撒母耳·佛里曼·米勒便認為：「自由意志主義只是表面上類似自由主義。自由意志主義者拒絕了自由主義所必要的制度。正確的說，自由意志主義假冒了一種觀點，而那種觀點正是自由主義依據歷史角度所反對的—那就是認為個人的政治權利處於封建制度之下。如同封建主義者，自由意志主義者構想出一種架構在個人契約連結上的政治權力。而自由主義理念所不可或缺的，便是主張政治權力乃是公眾的權力，應該公平的為公眾的利益所服務。」
強調兩者間存在差異的人則主張，自由意志主義和古典自由主義間有著根本的矛盾，因自由主義裡為了檢查和平衡而使用的手段，與自由意志主義所支持的完全解除經濟管制有著衝突。